# Strathmore, Nueva York
Strathmore es una comunidad desarrollada por Levitt & Sons en North Hempstead, condado de Nassau, en la costa norte de Long Island, en Nueva York, Estados Unidos. Se encuentra dentro del lugar designado por el censo (CDP) de Manhasset.
Aunque actualmente se le considera parte del CDP de Manhasset con fines estadísticos, Strathmore sigue siendo distinto del resto del CDP y el nombre sigue siendo ampliamente utilizado y aceptado tanto social como políticamente.
La comunidad, que consta de 4 barrios más pequeños, también se conoce a menudo como The Strathmores.
Las partes de Strathmore al sur de Northern Boulevard alguna vez intentaron incorporarse con el nombre de Incorporated Village of Strathmore, pero la propuesta fue rechazada en un referéndum. Debido al resultado del referéndum, todo Strathmore sigue siendo parte del CDP de Manhasset.

## Historia

### Los Strathmore del sur (South, Vanderbilt y Village)
Gran parte de Strathmore al sur de Northern Boulevard fue una vez parte de la propiedad de Frank A. Munsey. Legó el terreno al Museo Metropolitano de Arte, que asumió la propiedad después de su muerte y finalmente desarrolló parte de la tierra como Munsey Park y vendió el área al sur de Northern Boulevard a la familia Vanderbilt. La tierra permaneció en propiedad de la familia Vanderbilt durante aproximadamente diez años; ahora es el Strathmore-Vanderbilt Country Club. Los residentes del vecindario de Strathmore-Vanderbilt han cedido membresías a ese club de campo.
En la década de 1990, los residentes de Strathmore se preocuparon por el destino del antiguo Manhasset Club (originalmente conocido como Village Bath Club). Más de mil residentes de Strathmore solicitaron que el club fuera comprado por el Distrito de Parques de Manhasset comprara el club para que siguiera funcionando como un parque público. Después de que eso fallara, los residentes intentaron marcar el edificio principal del club, que fue diseñado para parecerse a un pabellón de caza de California diseñado por Frank Lloyd Wright. La Comisión de Monumentos Históricos de North Hempstead negaría sus solicitudes, argumentando que el edificio no era un punto de referencia y, finalmente, el club fue demolido y reemplazado por nuevas viviendas.

#### Intento fallido de incorporación
Entre 1949 y 1950, los residentes de la parte sur de Strathmore propusieron incorporar como pueblo, lo que se habría conocido como el "Pueblo incorporado de Strathmore". Estos planes no tuvieron éxito, ya que los votantes rechazaron el plan 742 a 248 durante la votación del referéndum. Las propuestas de incorporación no prosperaron, ya que los votantes rechazaron el plan 742-a-248 durante el referéndum. Los protocolos de Nueva York requieren que más de la mitad de los votantes voten a favor del plan para incorporarse como pueblo.

### Strathmore del norte

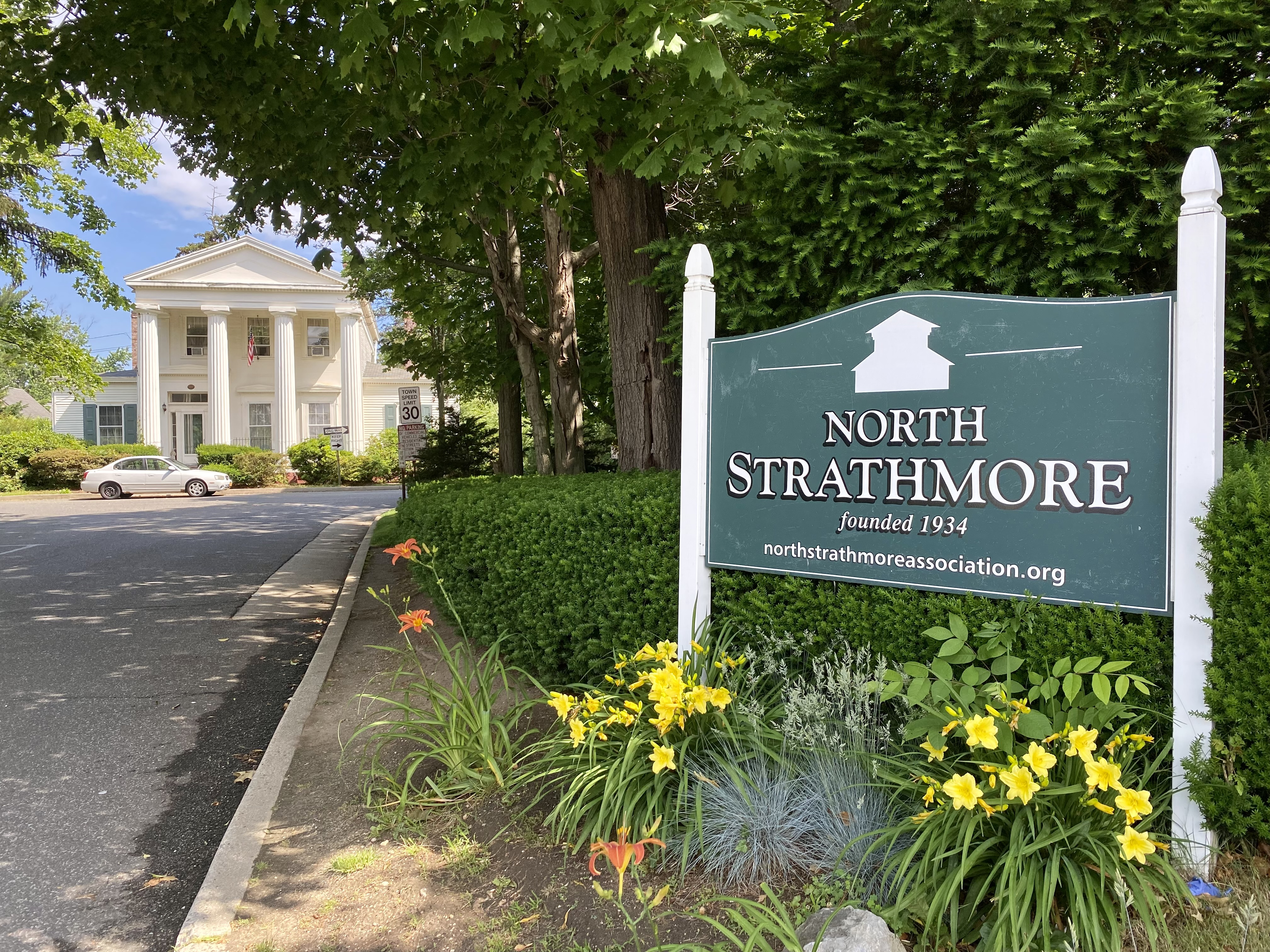
Una entrada de North Strathmore, con la histórica Casa Onderdonk al fondo.

El área que ahora es North Strathmore fue propiedad de Horatio Gates Onderdonk, miembro de la prominente familia Onderdonk de Long Island. Se vendió a Levitt & Sons en 1933.
La histórica Horatio Gates Onderdonk House, que Levitt conservó, fue restaurada en la década de 1980.

## Gobierno

### Representación de la ciudad
Dado que no está incorporada, Strathmore está gobernada directamente por la ciudad de North Hempstead, que tiene su sede en Manhasset.

### Política
La mayoría de los votantes de Strathmore votaron por Donald Trump (R) durante las elecciones presidenciales de Estados Unidos de 2016.

## Educación

### Distrito escolar
Strathmore en su totalidad es atendida por el Distrito Escolar Libre de Manhasset Union. Los estudiantes de escuela primaria desde jardín de infantes hasta el grado 5 asisten a la escuela primaria Munsey Park o a la escuela primaria Shelter Rock, según el lugar donde vivan dentro de Strathmore. Los estudiantes de sexto a duodécimo grado asisten a la Escuela secundaria Manhasset.

### Distrito de la biblioteca
Strathmore es atendido por el distrito de bibliotecas de Manhasset.

## Puntos de referencia
- Horatio Gates Onderdonk House: una casa histórica que anteriormente era propiedad de Horatio Gates Onderdonk; está incluido en el Registro Nacional de Lugares Históricos y es la pieza central de la subdivisión de North Strathmore.[17][23]

## Personas notables
- Norman F. Penny: banquero, corredor y político que sirvió en la Asamblea del Estado de Nueva York de 1938 a 1942; importante figura republicana en el condado de Nassau.[24] Vivía en la Rocky Wood Road en North Strathmore.[24]